# Jon Persson
Jon Persson (Norsjö, 23 oktober 1986) is een Zweeds professioneel tafeltennisser. Hij speelt rechtshandig, met de shakehandgreep.

## Belangrijkste resultaten
- Goud met het team op het Europees kampioenschap 2023 in Malmö.
- Brons met het team op het wereldkampioenschap 2018 in Halmstad.
- Brons op de dubbel op het Europees kampioenschap 2008 in Sint-Petersburg met Robert Svensson.
- Brons op de dubbel op het Europees kampioenschap 2022 in München met Anton Källberg.
- Brons met het team op het Europees kampioenschap 2014 in Lissabon.
- Brons met het team op het Europees kampioenschap 2019 in Nantes.
- Brons met het team op het Europees kampioenschap 2021 in Cluj-Napoca.